# Erik Breukink
Erik Breukink (Velp, Rheden (Gelderland), 1 d'abril de 1964) és un ex-ciclista neerlandès, que fou professional entre el 1985 i el 1997.

## Biografia
Va destacar en les categories júnior i amateur en les contrarellotges, aconseguint algunes victòries en persecució i una quarta posició als Jocs Olímpics de 1984 en la contrarellotge per equips. Amb els anys es convertí en un bon escalador.
Durant els primers anys com a professional va aconseguir importants victòries i places d'honor a les grans voltes, especialment al Giro d'Itàlia, però mai n'arribà a guanyar cap.
En els 13 anys com a professional aconseguí 61 victòries, sent els seus principals èxits 4 etapes al Tour de França, el mallot blanc de primer jove al Tour de 1988, dues etapes al Giro d'Itàlia, una a la Volta a Espanya i el campionat dels Països Baixos de ciclisme en carretera.
El 1997 es va retirar, passant a fer de comentarista esportiu en una televisió del seu país. El 2004 es convertí en el director tècnic de l'equip ciclista Rabobank fins al 2012, quan el van acomiadar. Entre el 2014 i 2019 va ser director esportiu de Roompot-Charles.

## Palmarès
- 1985
  - Vencedor d'una etapa al Tour de Loir i Cher
  - Vencedor d'una etapa a la Volta a la Província de Lieja
- 1986
  - Vencedor d'una etapa a la Volta a Suïssa
- 1987
  - 1r a l'Acht van Chaam
  - Vencedor d'una etapa al Giro d'Itàlia
  - Vencedor d'una etapa al Tour de França
- 1988
  - 1r al Critèrium Internacional i vencedor d'una etapa
  - 1r a la Volta a Euskadi i vencedor de 2 etapes
  - 1r al Circuit del País de Waes
  - Vencedor d'una etapa al Giro d'Itàlia
  -  1r de la Classificació dels joves al Tour de França
- 1989
  - 1r a l'Escalada a Montjuïc
  - Vencedor d'una etapa a la Volta a Catalunya
  - Vencedor d'una etapa al Tour de França
- 1990
  - 1r a la Volta a Irlanda i vencedor d'una etapa
  - 1r al Gran Premi de Lunel
  - Vencedor de 2 etapes al Tour de França
  - Vencedor d'una etapa a la Vuelta a Asturias
  - Vencedor d'una etapa a la Volta a Catalunya
  - Vencedor d'una etapa a la Volta a Suïssa
  - Vencedor d'una etapa a la Tirrena-Adriàtica
- 1991
  - 1r al GP Eddy Merckx
  - 1r al Tour DuPont
  - Vencedor d'una etapa a la Tirrena-Adriàtica
  - Vencedor d'una etapa a la Vuelta a Asturias
- 1992
  - 1r al Giro del Piemont
  - Vencedor d'una etapa a la Volta a Espanya
  - Vencedor de 2 etapes a la Tirrena-Adriàtica
- 1993
  -  Campió dels Països Baixos en ruta
  - 1r a la Volta als Països Baixos i vencedor d'una etapa
  - 1r al Critèrium Internacional i vencedor d'una etapa
  - 1r a la Vuelta a Asturias i vencedor d'una etapa
  - Vencedor d'una etapa a la Volta a la Comunitat Valenciana
- 1995
  -  Campió dels Països Baixos de CRI
- 1996
  - 1r a la Druivenkoers Overijse
- 1997
  -  Campió dels Països Baixos de CRI

### Resultats al Tour de França
- 1987. 21è de la classificació general. Vencedor d'una etapa
- 1988. 12è de la classificació general.  1r de la Classificació dels joves
- 1989. Abandona (13a etapa). Vencedor d'una etapa. Porta el mallot groc durant 1 etapa
- 1990. 3r de la classificació general. Vencedor de 2 etapes
- 1991. Abandona (11a etapa)
- 1992. 7è de la classificació general
- 1993. Abandona (17a etapa)
- 1994. 29è de la classificació general
- 1995. 20è de la classificació general
- 1996. 34è de la classificació general
- 1997. 52è de la classificació general

### Resultats al Giro d'Itàlia
- 1986. 71è de la classificació general
- 1987. 3r de la classificació general. Vencedor d'una etapa
- 1988. 2n de la classificació general. Vencedor d'una etapa
- 1989. 4t de la classificació general
- 1995. 59è de la classificació general

### Resultats a la Volta a Espanya
- 1992. 27è de la classificació general. Vencedor d'una etapa
- 1993. 7è de la classificació general
- 1994. 19è de la classificació general